# 22 ianuarie
ianuarie • februarie • martie  • aprilie  • mai  • iunie  • iulie  • august  • septembrie  • octombrie  • noiembrie  • decembrie
22 ianuarie este a 22-a zi a calendarului gregorian. Mai sunt 343 de zile până la sfârșitul anului (344 de zile în anii bisecți).

## Evenimente

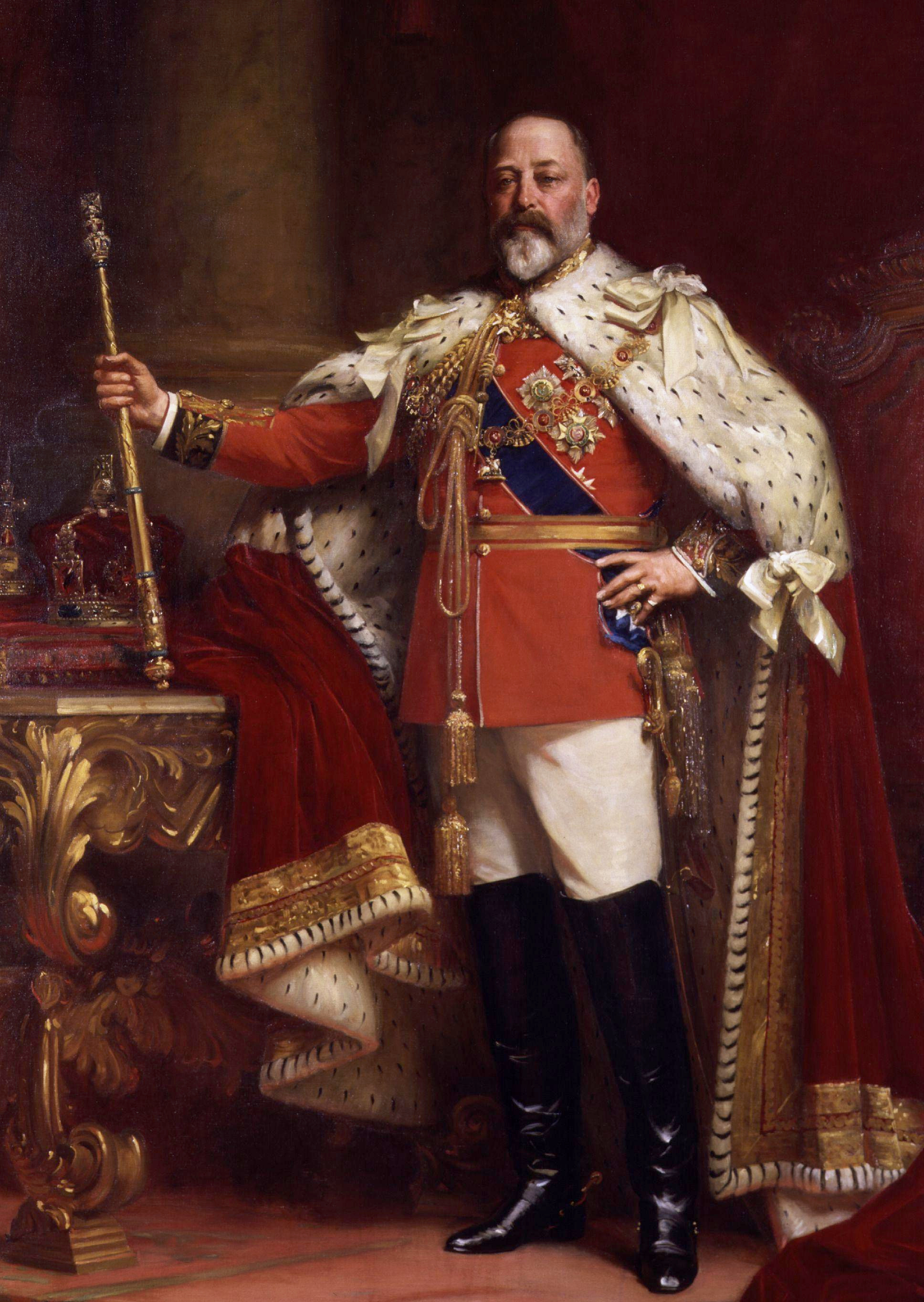
1901: Eduard al VII-lea devine rege al Regatului Unit, în urma decesului mamei sale, regina Victoria.

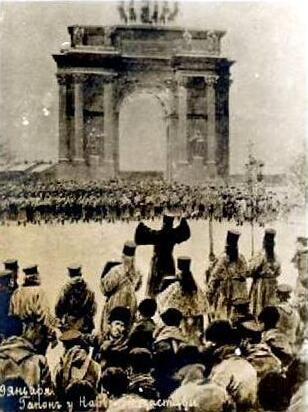
1905: Duminica însângerată - începutul Revoluției ruse din 1905.

- 1506: Este întemeiată oficial Garda Elvețiană a Vaticanului.[1]
- 1517: Sultanul Selim I a zdrobit armata sultanului mameluc al Egiptului și a cucerit orașul Cairo, după care urmează supunerea întregului Egipt.[2]
- 1521: Împăratul Carol al V-lea deschide Dieta de la Worms.
- 1771: Spania cedează Port Egmont din Insulele Falkland Regatului Unit.
- 1862: Se formează primul guvern unitar al României, condus de Barbu Catargiu.
- 1879: Peste 1.500 de soldați britanici și-au pierdut viața în urma unei înfrângeri umilitoare în confruntarea cu zulușii, în bătălia de la Isandlwana.
- 1901: Eduard al VII-lea devine rege al Regatului Unit, în urma decesului mamei sale, regina Victoria.
- 1905: În Rusia izbucnește prima revoluție cu caracter democratic (Duminica însângerată), îndreptată împotriva autocratismului țarului Nicolae al II-lea (revoluția burghezo-democratică din 1905-1907), reprimată de autoritățile țariste.
- 1915: Peste 600 de persoane sunt ucise în Guadalajara, Mexic, când un tren se prăbușește de pe șine într-un canion adânc.
- 1917: Primul Război Mondial: Președintele american, Woodrow Wilson, cere o "pace fără victorie" în Europa.
- 1939: Pentru prima oară, în cadrul Universității Columbia, a fost divizat un atom de uraniu.
- 1941: Al Doilea Război Mondial: Marea Britanie a capturat orașul libian Tobruk de la forțele naziste.
- 1952: Se înființează, la București, Institutul Național de Gerontologie și Geriatrie "Dr. Ana Aslan".
- 1980: Andrei Saharov, fizician nuclear de naționalitate sovietică, militant și reformator pentru drepturile omului, este arestat la Moscova.
- 1981: La Academia Franceză are loc ședința de recepție a primei femei, scriitoarea Marguerite Yourcenar, autoarea romanului istoric Memoriile lui Hadrian.
- 1983: Björn Borg se retrage din tenis după ce câștigă de cinci ori consecutiv Turneul de tenis de la Wimbledon.
- 1993: Reuniune la nivel înalt la Minsk. Doar 7 state din cele 10 prezente (din fosta URSS) semnează Carta CSI. Se abțin Moldova, Ucraina și Turkmenistanul, pentru că nu sunt de acord cu crearea unor structuri care să ducă la un grad înalt de integrare, în special economică, și să asigure Rusiei rolul de lider.
- 1995: Israelul marchează împlinirea a 50 de ani de la eliberarea lagărului de concentrare de la Auschwitz-Birkenau, Polonia.
- 1999: A cincea mineriadă: "Pacea de la Cozia", încep negocierile dintre comisia condusă de Radu Vasile și liderul minerilor Miron Cozma. La ora 18:30, negocierile se încheie, primul-ministru declarând: "Nicio parte nu a câștigat, în schimb a câștigat țara".
- 1999: A fost semnată, la București, Convenția dintre guvernul român și cel bulgar privind recunoașterea reciprocă a diplomelor și certificatelor de studii eliberate de instituțiile de învățământ și a titlurilor știintifice din cele două state. Legea pentru ratificarea Convenției a fost promulgată la 1 noiembrie 1999.
- 2006: Evo Morales este învestit în funcția de președinte al Boliviei, devenind primul președinte indigen al țării.
- 2017: Continuă protestele din România, față de proiectul PSD-ALDE de modificare a Codului penal și grațierea unor pedepse.

## Nașteri
- 1440: Ivan al III-lea al Rusiei (d. 1505)
- 1561: Francis Bacon, filosof englez (d. 1626)
- 1592: Pierre Gassendi, filosof și matematician francez (d. 1655)
- 1690: Nicolas Lancret, pictor francez (d. 1743)
- 1729: Gotthold Ephraim Lessing, scriitor și filosof german (d. 1781)
- 1788: Lord Byron (George Gordon), poet englez (d. 1824)
- 1836: Luis Álvarez Catalá, pictor spaniol (d. 1901)
- 1849: August Strindberg, poet și scriitor suedez (d. 1912)
- 1869: Demostene Russo, istoric român (d. 1938)
- 1869: Henri Royer, pictor francez (d. 1938)

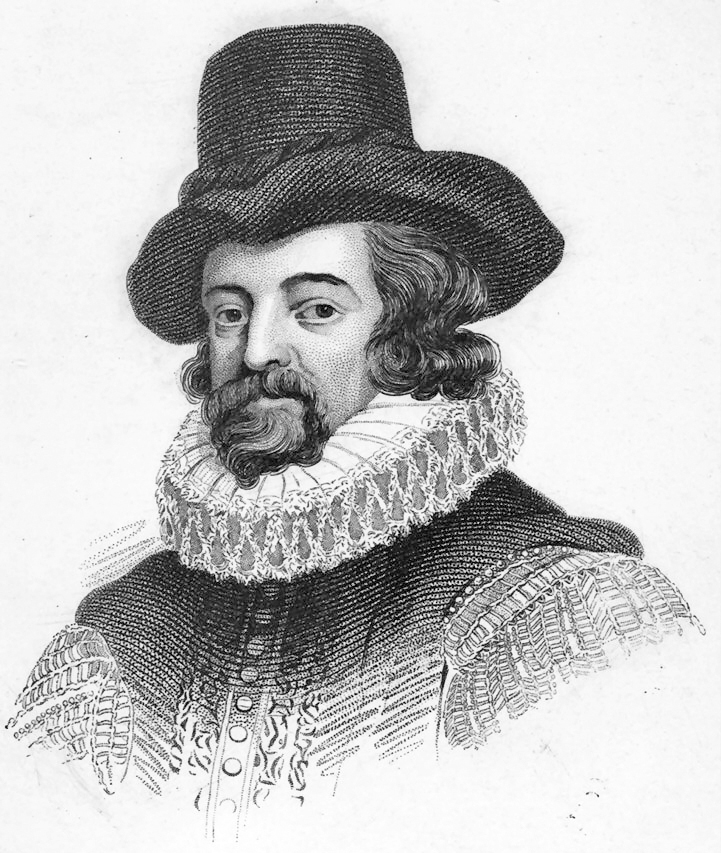
Francis Bacon, filosof englez
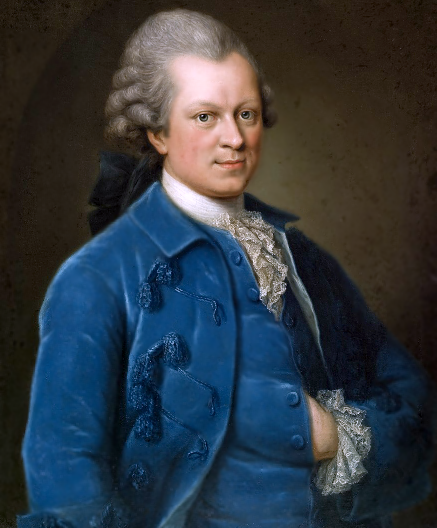
Gotthold Ephraim Lessing, scriitor și filosof german
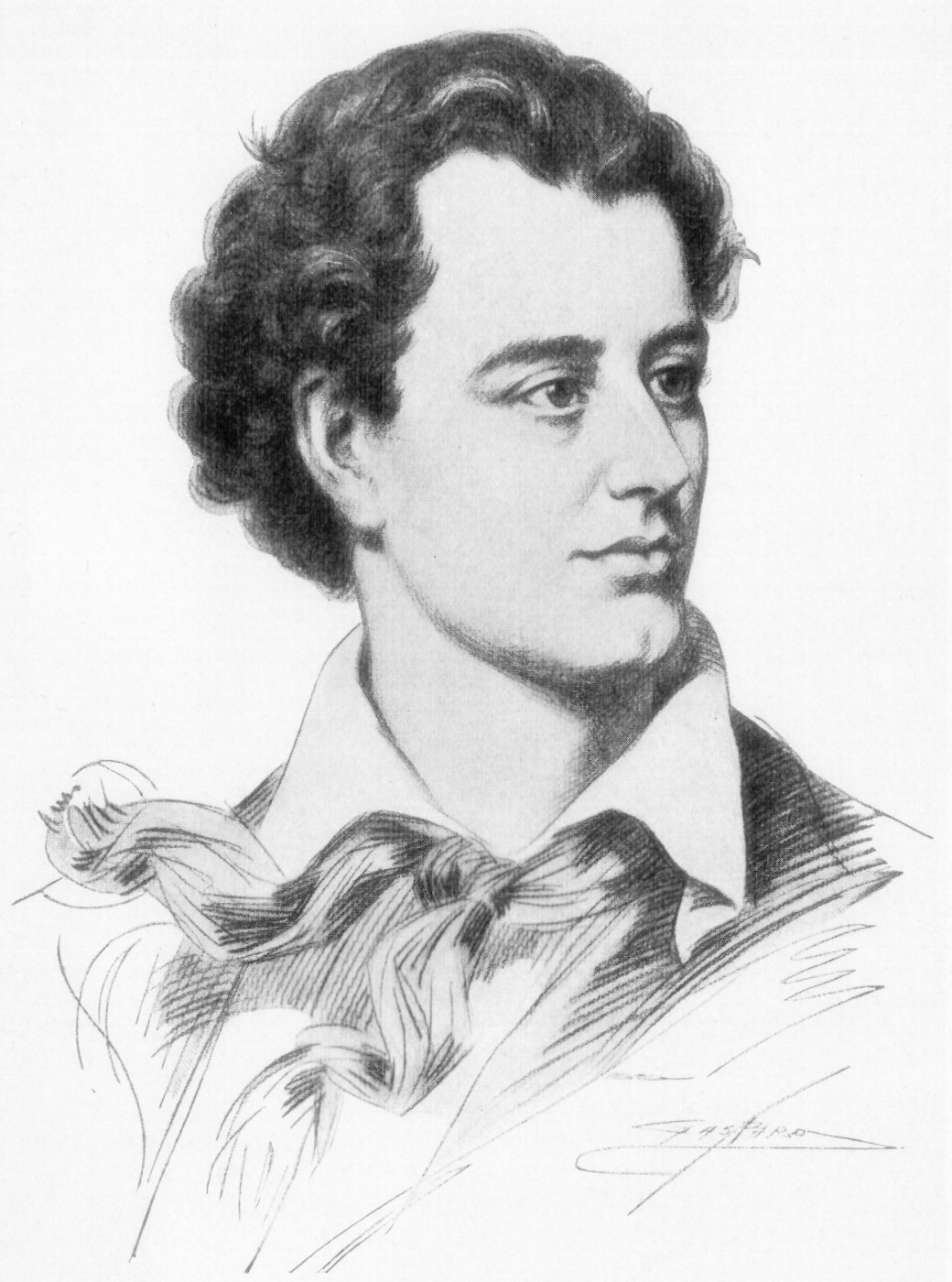
Lord Byron,  poet englez

- 1869: Grigori Rasputin, călugăr rus (d. 1916)
- 1875: David Wark Griffith, regizor american (d. 1948)
- 1879: Francis Picabia, pictor francez (d. 1953)
- 1882: Louis Pergaud, scriitor francez, câștigător al Premiului Goncourt în 1910 (d. 1915)
- 1885: Gheorghe Demetrescu, astronom și seismolog român (d. 1969)
- 1908: Lev Landau, fizician sovietic rus de origine evreiască, laureat al Premiului Nobel (1962), (d. 1968)
- 1909: U Thant, diplomat birmanez, Secretar General al Națiunilor Unite (d. 1974)
- 1911: Bruno Kreisky, primul cancelar federal social-democrat al Austriei (d. 1990)
- 1916: Henri Dutilleux, compozitor francez (d. 2013)
- 1920: Chiara Lubich, fondatoarea Mișcării Focolare (d. 2008)
- 1936: George Motoi, regizor de teatru și actor român de teatru și film (d. 2015)
- 1936: Mihai Negulescu, poet și prozator român

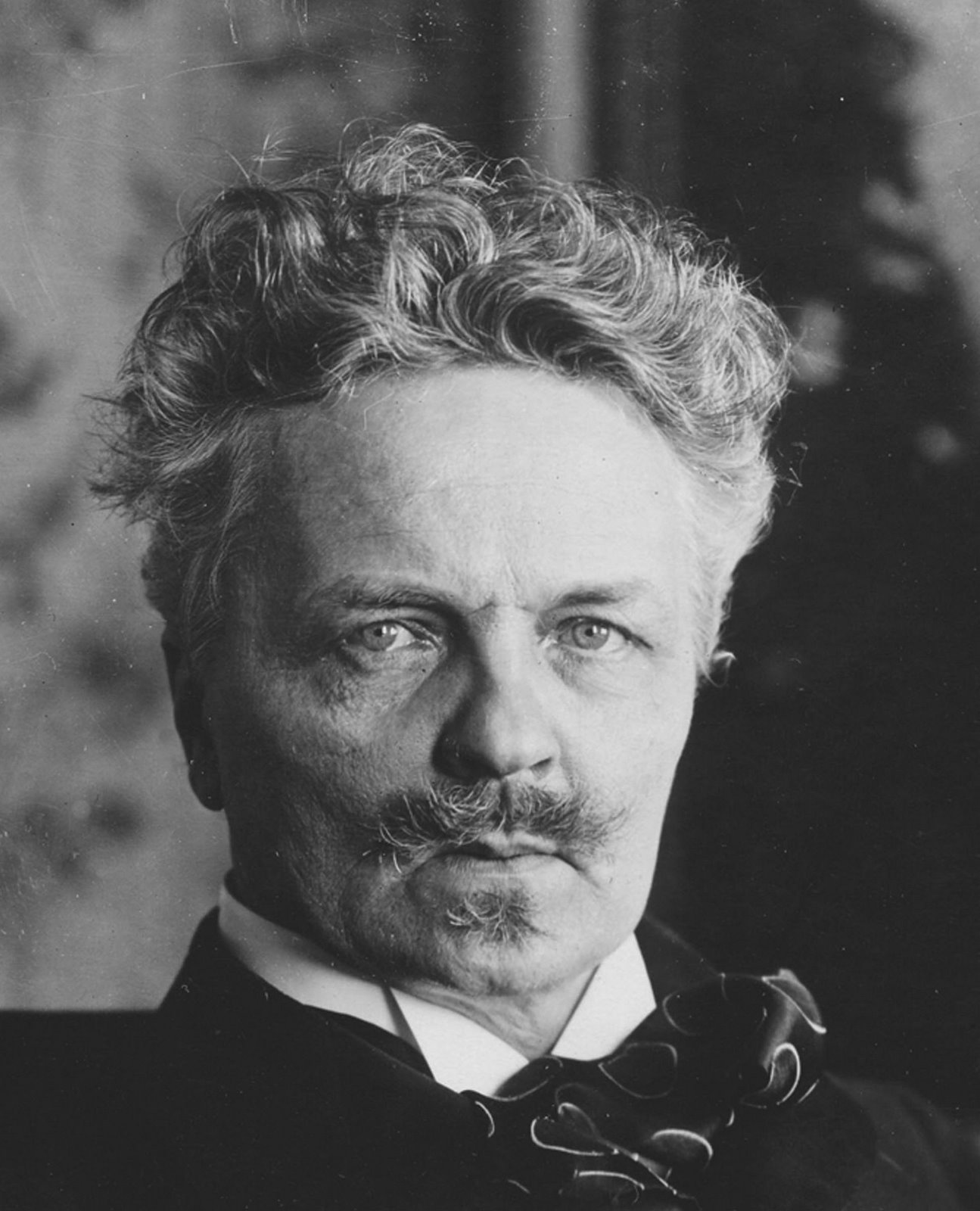
August Strindberg, scriitor suedez
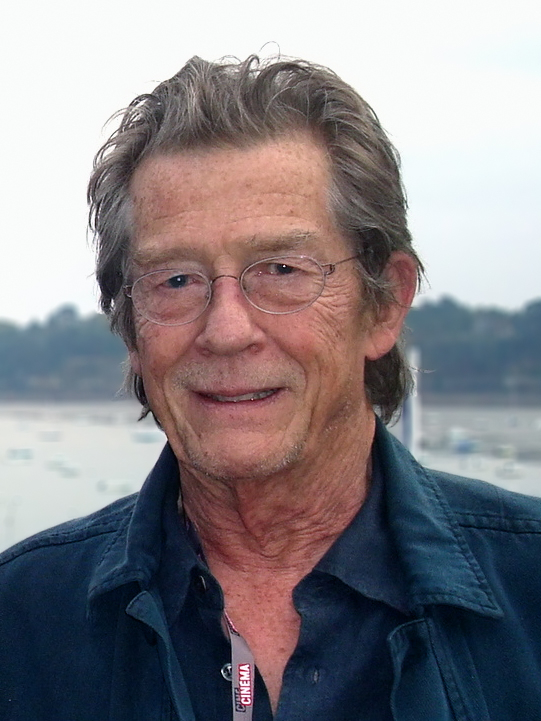
John Hurt, actor britanic
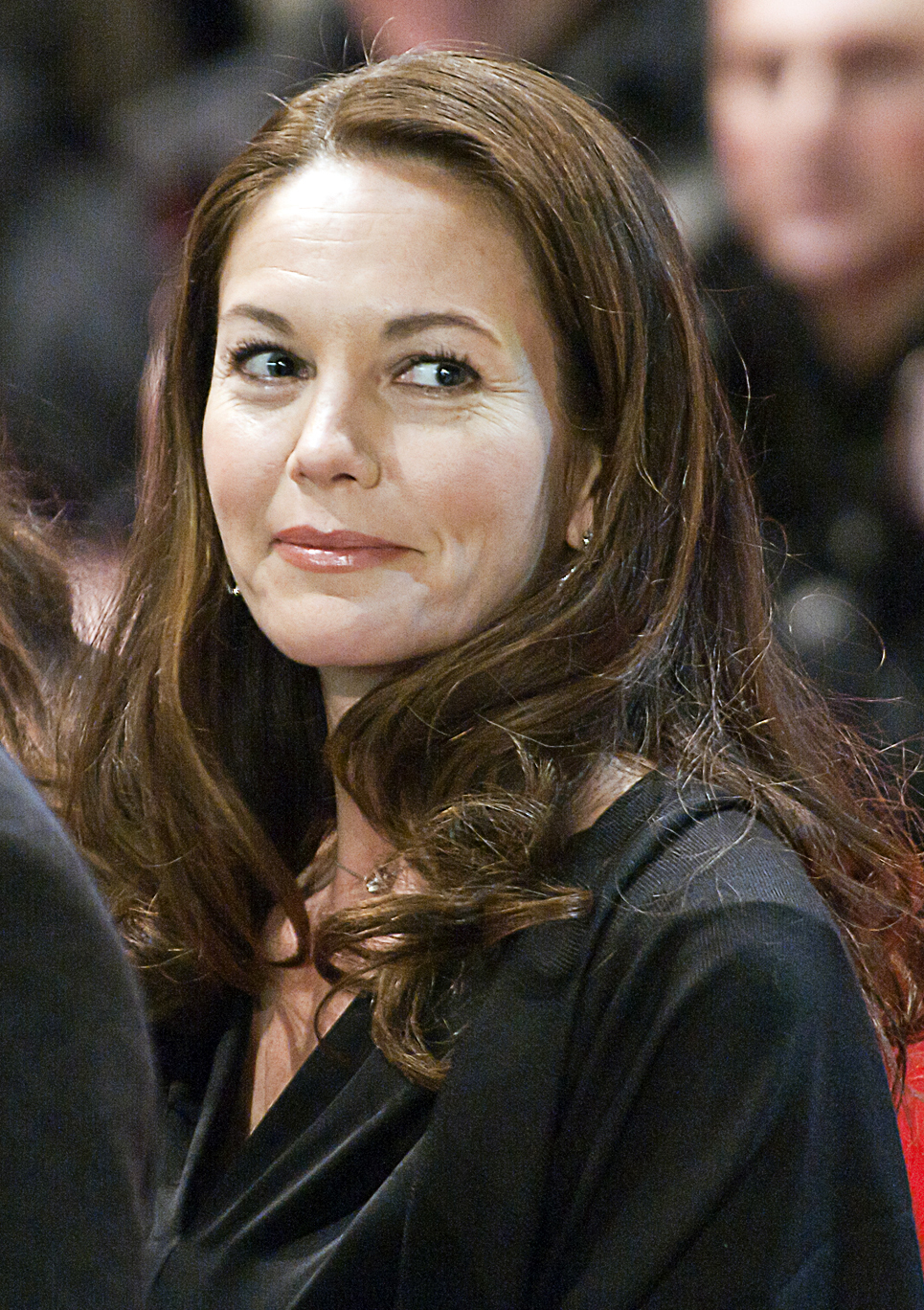
Diane Lane, actriță americană

- 1936: Alan Heeger, chimist american, laureat al Premiului Nobel (2000)
- 1939: Timotei Ursu, regizor român de film
- 1939: Luigi Simoni, fotbalist și antrenor italian de fotbal (d. 2020)
- 1940: John Hurt, actor britanic (d. 2017)
- 1945: Christoph Schönborn, cardinal austriac și arhiepiscop al Vienei
- 1952: Radu Sârbu, președinte al Fondului Proprietății de Stat (1998-2000)
- 1958: Bogdan Stanoevici, actor și politician român (d. 2021)
- 1959: Costel Orac, fotbalist și antrenor român
- 1965: Diane Lane, actriță americană
- 1966: Caius Dobrescu, poet, eseist și prozator român
- 1968: Ecaterina Szabo, gimnastă română

## Decese
- 1592: Elisabeta de Austria, soția regelui Carol al IX-lea al Franței (n. 1554)
- 1656: Tommaso Francesco, Prinț de Carignano (n. 1596)
- 1666: Shah Jahan, al 5-lea împărat mogul al Indiei (n. 1594)
- 1755: Antoni Viladomat, pictor spaniol (n. 1678)
- 1898: Charles Lebayle, pictor francez (n. 1856)
- 1901: Regina Victoria a Marii Britanii și Irlandei (1837–1901), împărăteasă a Indiilor (1876–1901) (n. 1819)
- 1904: George Salmon, matematician irlandez (n. 1819)
- 1957: Coriolan Tătaru, medic dermatolog, decan al Facultății de Medicină din Cluj, primar al Clujului (n. 1889)
- 1922: Papa Benedict al XV-lea (Giacomo della Chiesa), recunoscut ca un papă al dreptății, prin eforturile susținute pentru menținerea păcii (n. 1854)

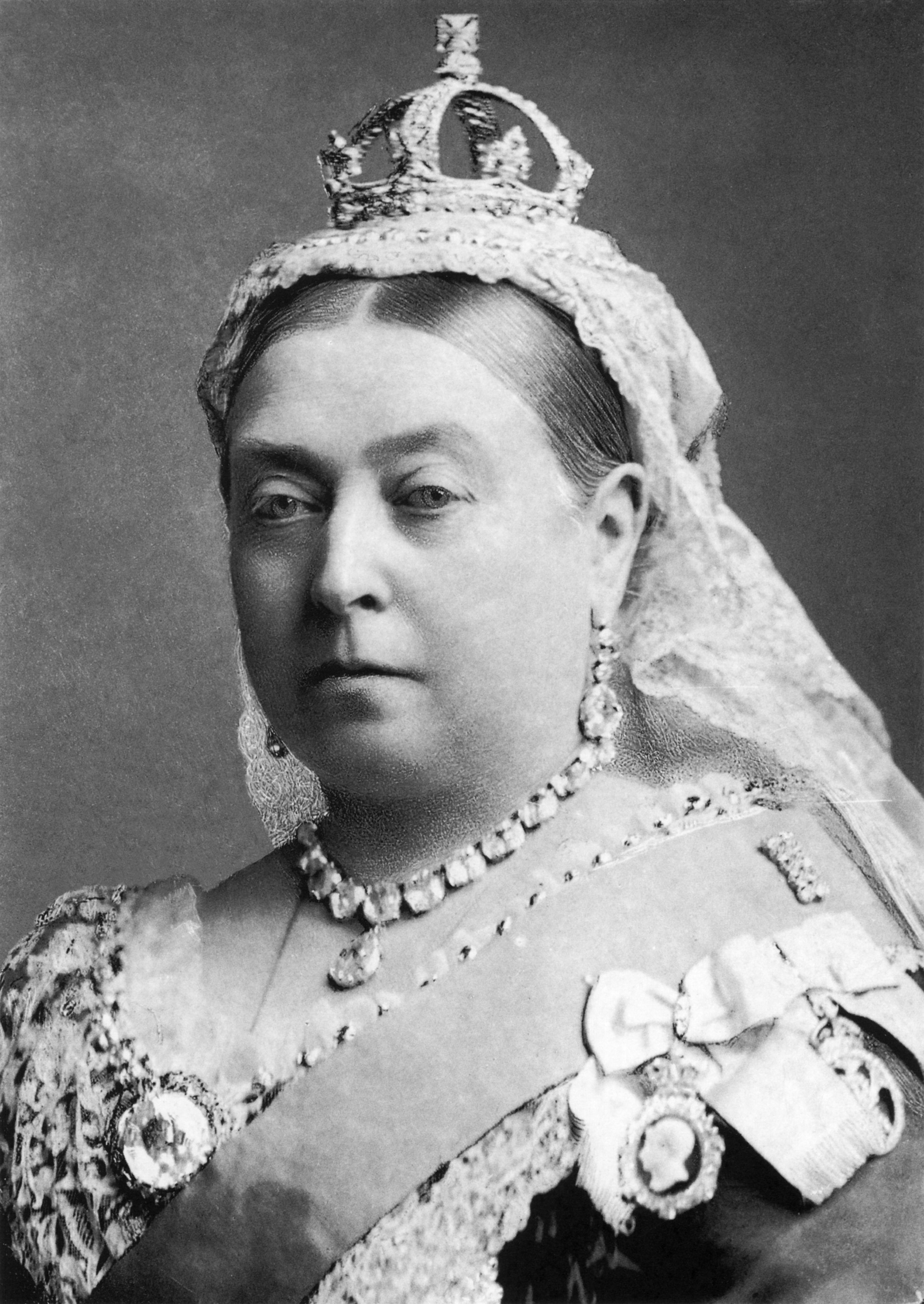
Regina Victoria a Marii Britanii și Irlandei
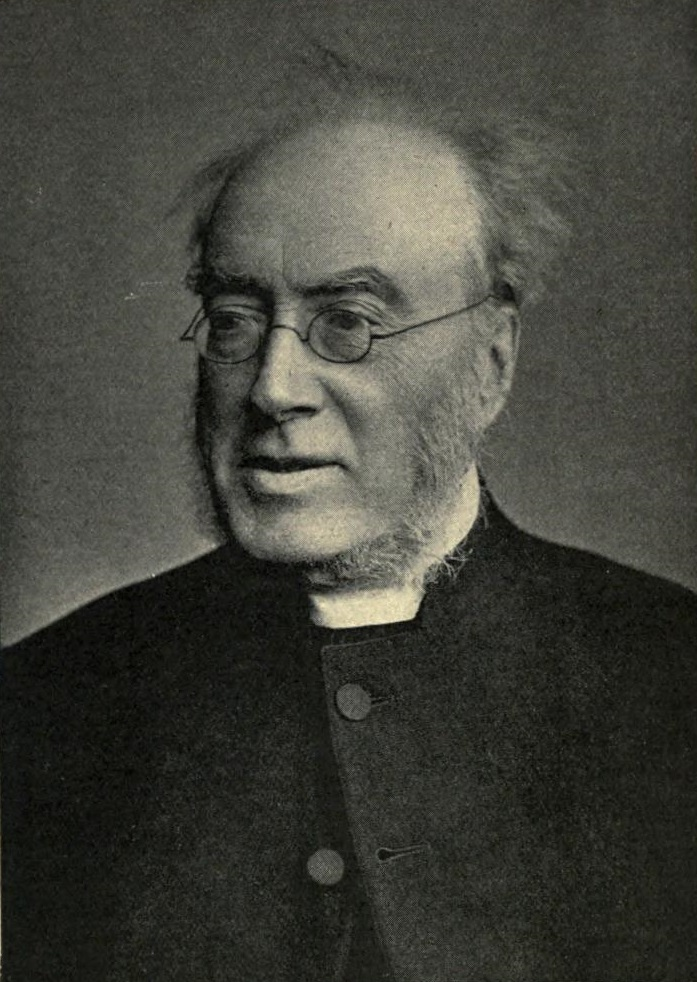
George Salmon, matematician irlandez
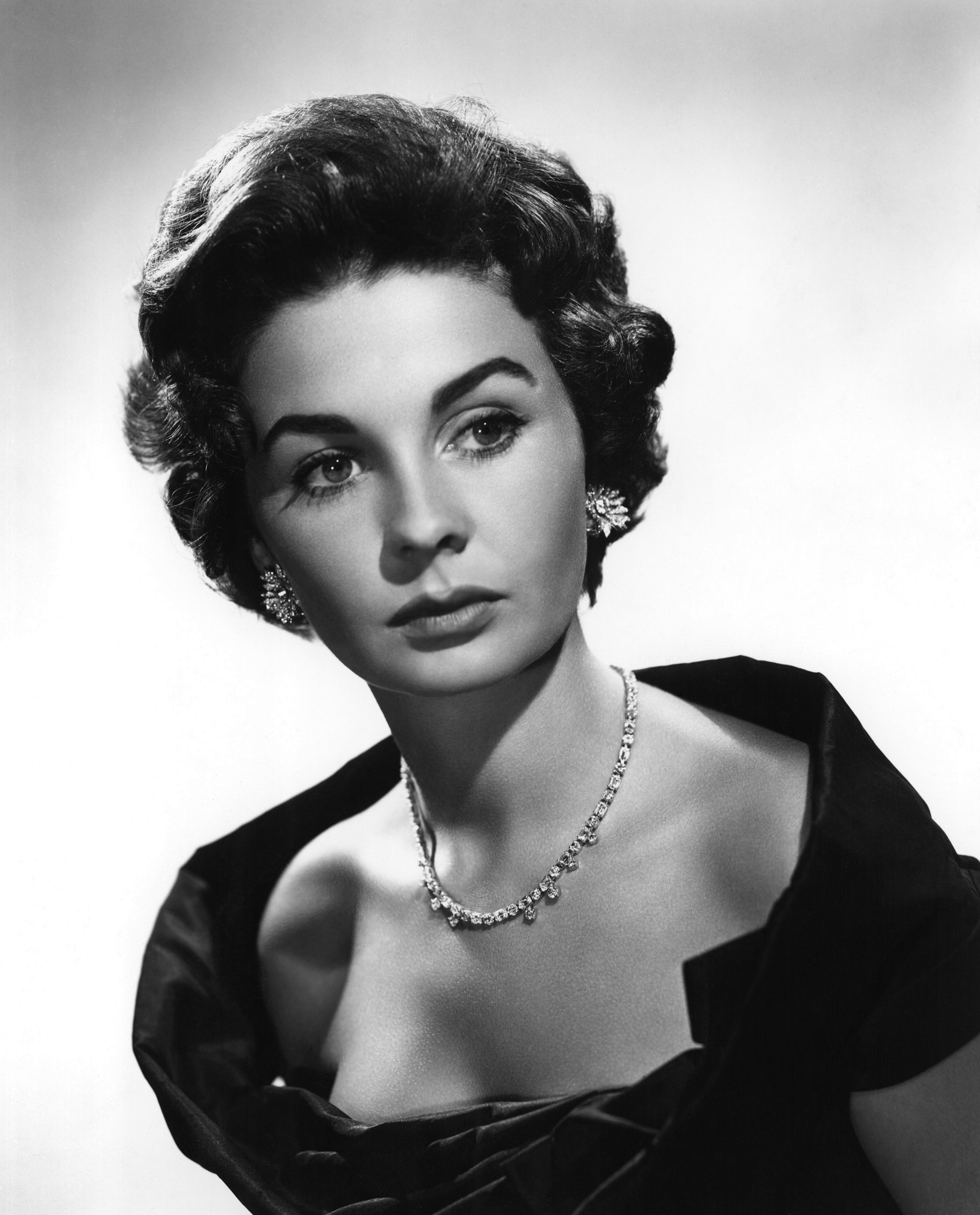
Jean Simmons, actriță britanico-americană

- 1922: Alexandru Ciurcu, inventator și publicist român (n. 1854)
- 1931: László Batthyány-Strattmann, filantrop maghiar (n. 1870)
- 1963: Nadejda Mountbatten, aristocrată rusă (n. 1896)
- 1973: Lyndon B. Johnson, al 36-lea președinte al SUA (1963-1969) (n. 1908)
- 1978: Austin Trevor, actor nord-irlandez (n. 1897)
- 1993: Kobo Abe, scriitor, fotograf și inventator japonez (n. 1924)
- 1994: Telly Savalas, actor american (n. 1924)
- 2002: Peter Bardens, muzician britanic (n. 1945)
- 2004: Erwin M. Friedländer, fizician american de origine română (n. 1925)
- 2008: Heath Ledger, actor australian (n. 1979)
- 2008: Ștefan Niculescu, compozitor român (n. 1927)
- 2010: Jean Simmons, actriță americană de origine britanică (n. 1929)
- 2012: Tudor Mărăscu, regizor român de teatru și film (n. 1940)
- 2013: Margareta Teodorescu, jucătoare de șah română (n. 1932)
- 2017: Jaki Liebezeit, baterist german (n. 1938)
- 2018: Ursula K. Le Guin, scriitoare americană (n. 1929)
- 2022: Corneliu „Bibi” Ionescu, basist și om de afaceri român (n. 1945)
- 2024: Luigi Riva, fotbalist italian (n. 1944)

## Sărbători
- Sf. Ap. Timotei (calendar creștin-ortodox, greco-catolic)
- Sf. Cuv. Mc. Anastasie Persul (calendar creștin-ortodox, greco-catolic)
- Sf. Vincențiu de Huesca, diacon martir (calendar anglican, evanghelic, romano-catolic)